# Albenga
Albenga (, Arbénga o Arbenga in ligure, AFI: [arˈbeŋɡa], Albingaunum in Latino) è un comune italiano di 23 554 abitanti della provincia di Savona in Liguria. È il secondo comune e il secondo agglomerato urbano della provincia per popolazione, perno di un'area urbana di circa 63 000 abitanti, preceduto soltanto dal capoluogo Savona. È sede vescovile della Diocesi di Albenga-Imperia.

## Geografia fisica

### Territorio

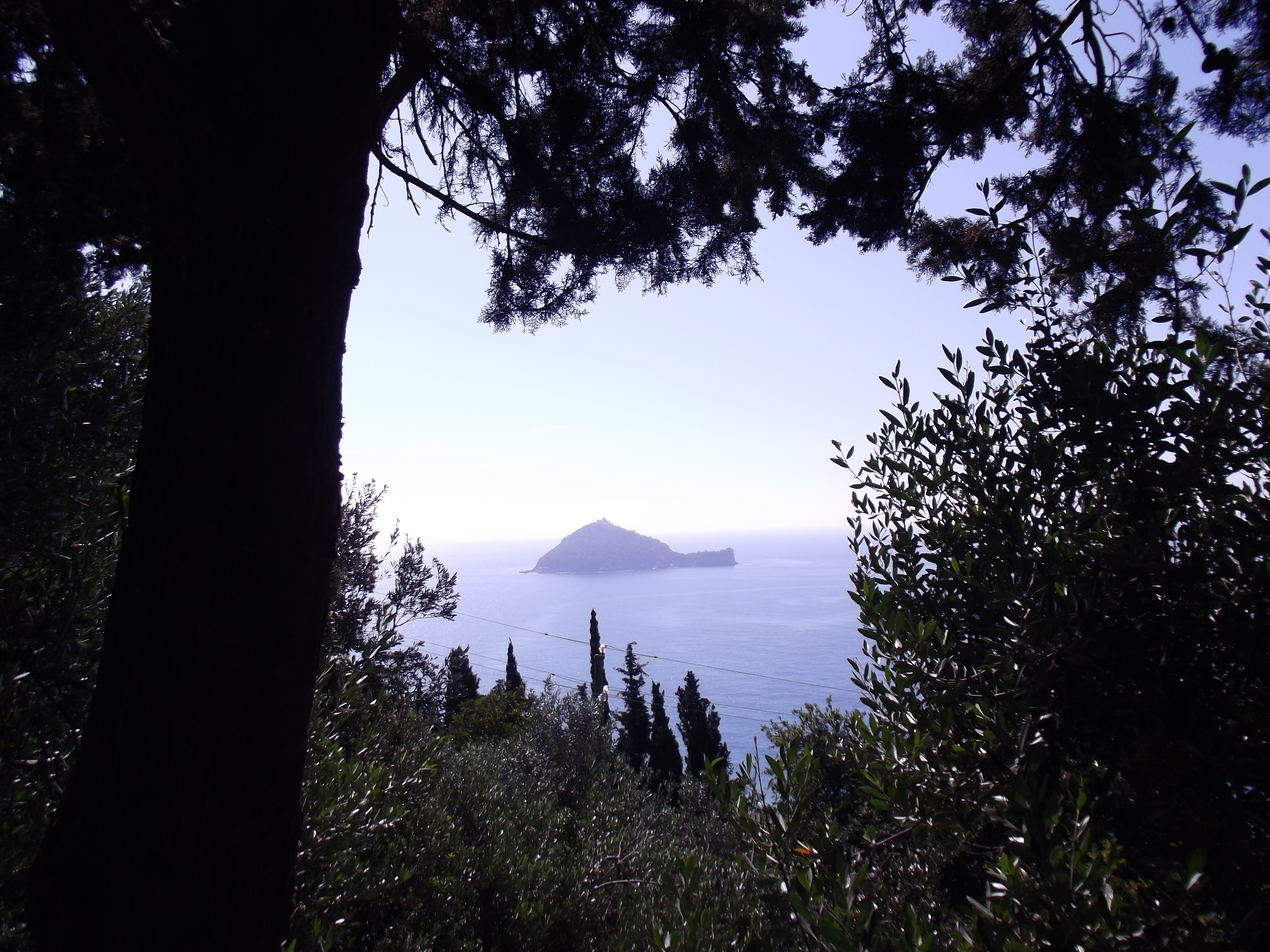
L'isola Gallinara vista dalla via Julia Augusta

Albenga si trova nella Riviera di Ponente, nell'omonima piana, presso la foce del fiume Centa che nel corso dei secoli ha fatto da "architetto naturale" della pianura ingauna, rimodellando più volte il terreno e costringendo gli albenganesi a dotarsi di argini e ponti già dalla sua fondazione.
Fino al XVII secolo ha basato la sua economia sul commercio marittimo, poiché la città sorgeva sul delta del Centa ed era circondata da mura e da ponti. Con la chiusura delle altre vie di sfocio del delta, avvenuta prima per mano dei Genovesi e successivamente per opera della natura, ora il fiume costeggia il centro storico ingauno sfociando a estuario. Dei vecchi ponti anche il ricordo è andato cancellandosi, con l'eccezione delle rovine del Pontelungo.
È il centro principale del comprensorio albenganese, che si estende da Ceriale ad Andora e relativo entroterra.
Comprende anche la riserva naturale regionale dell'Isola Gallinara (o Gallinaria), dove si rifugiò san Martino di Tours verso la fine del IV secolo.

### Clima
Il clima si presenta mite lungo la linea di costa, con inverni miti e raramente freddi ed estati calde ma mitigate dalla brezza di mare; nella parte più interna della piana, si fanno sentire maggiormente le caratteristiche continentali, che creano una maggiore escursione termica, temperature minime invernali più rigide e massime estive più elevate.

## Origini del nome
Il nome attuale arriva dal latino Albíngaunum che è identico ad Albium Ingaunum, cioè città capoluogo + genitivo plurale ligure in -um. L'etnonimo Ingauni è formato da ing, di origine indoeuropea, e auno, comune alla zona gallo-ligure. Quanto ad Albium deriverebbe da alb/alp un'antica radice preindoeuropea (roccia, altura), spesso associata erroneamente all'albium latino che significa bianco o chiaro.
Il primo nome fu Albium Ingaunum, ma quando venne conquistata dai Romani il nome divenne Albingaunum, subito dopo la caduta di Roma divenne Albingauno e intorno all'anno mille il nome diventa Albingano con varianti come Albengana.

## Storia

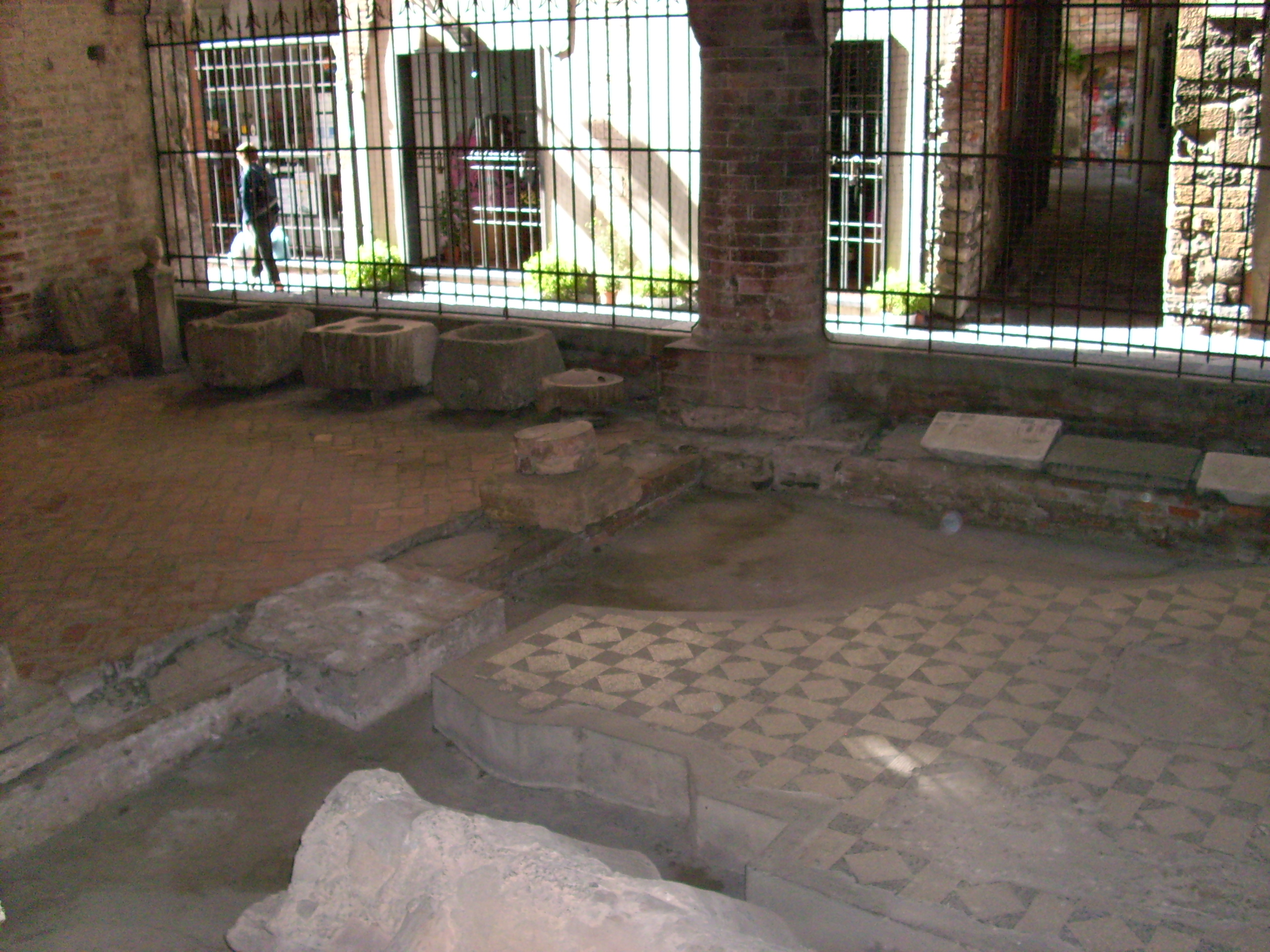
I ritrovamenti vicino al battistero

Chiamata in lingua latina prima Albium Ingaunum e in seguito Albingaunum (crasi del termine originale), traducibile in "città degli Ingauni" (dalla popolazione dei Liguri che l'ebbe in origine come centro principale), Albenga fu assai importante per le vicende di conquista ed espansione di Roma nella Liguria occidentale e non solo. Fu alleata dei Cartaginesi durante la Seconda guerra punica (III secolo a.C.) e divenne la base navale del fratello di Annibale Barca, Magone, che da qui, nel 205 a.C., salpò alla volta di Genova per saccheggiarla. 
Conquistata dai Romani nel 181 a.C., grazie alla campagna del proconsole Lucio Emilio Paolo Macedonico, ottenne il diritto latino nell'89 a.C. e la cittadinanza romana nel 45 a.C., divenendo il cuore della romanizzazione dell'entroterra e del territorio circostante. Divenuta municipium già con Giulio Cesare, con la nascita dell'Impero romano Albenga acquisì sempre più importanza anche sotto il profilo economico e, di conseguenza, urbanistico, in quanto punto di riferimento per gli abitanti di una vasta zona che andava da Sanremo a Finale Ligure e, nell'entroterra, alla valle del Tanaro in Piemonte. 
La fine dell'Impero romano d'Occidente, con la conseguente crisi a più livelli, non lasciò indenne Albenga: nel corso del V secolo, ad esempio, la città subì l'attacco e l'invasione dei Goti, con conseguenti saccheggi, uccisioni e distruzione di edifici; lo stesso secolo, però, vide la nascita della diocesi di Albenga, o meglio la sua organizzazione territoriale e strutturale maggiormente definita, con una più capillare diffusione del cristianesimo (giunto in città sicuramente nel corso del II secolo, o forse anche prima) e l'affermazione del vescovo anche come autorità civile. 
Conquistata dai Longobardi di Rotari, Albenga passò poi sotto il dominio dei Franchi e, nel X secolo, a seguito della loro sconfitta da parte di Berengario II d'Ivrea, entrò nella marca Arduinica, mantenendo lo status di capoluogo per la vasta area circostante.
Nel frattempo stava emergendo in città la forza, non solo spirituale, dell'abbazia di Santa Maria e San Martino dell'isola Gallinara, fondata forse nel V secolo sul luogo dove si ritirò san Martino di Tours circa un secolo prima. 

Nel 940 il vescovo di Albenga Ingolfo assegnò all'abbazia benedettina il monastero di San Martino in Albenga, che divenne la sede in terraferma dei monaci, assieme ad altre chiese e possedimenti nei dintorni; più avanti, nel 1044, il monastero ottenne da papa Benedetto IX l'esenzione dalla giurisdizione vescovile e diverse proprietà in Italia, che si aggiunsero ad altre in Catalogna (nei dintorni di Barcellona), in Provenza (zona di Fréjus) e in Corsica. La potenza dell'abbazia subì una lenta e progressiva decadenza a partire dal XIII secolo.
Sotto il profilo civile, nel corso dell'XI secolo iniziò a formarsi il comitato di Albenga, retto sino al 1091 da Adelaide di Susa che aveva in città una sua corte regia; questo aspetto denota l'importanza assunta dalla città, la quale partecipò alla prima crociata e alle lotte per il predominio dei traffici marittimi nel Tirreno. 
Divenuta libero comune, non passò molto che si trovò a lottare con la sempre più potente Genova, sotto il cui dominio Albenga si mise con un'onerosa convenzione nel 1251; pur avendo perso gran parte della sua libertà, la città godette di una certa autonomia (nel 1288 gli abitanti riuscirono a ottenere statuti propri) e non mancarono periodi di prosperità. Coinvolta nelle lotte tra guelfi e ghibellini, fu sotto la signoria dei Del Carretto del Marchesato di Finale, dei Visconti (1355-1379), dei Francesi (1396-1413) e nuovamente di Genova.
Fu occupata dal Ducato di Savoia nel 1625 e nel 1746; più tardi, con i cambiamenti dovuti alle conquiste napoleoniche, divenne capoluogo della giurisdizione del Centa e capoluogo dell'omonima provincia sotto il Regno di Sardegna (1815-1859).
Lo storico francese Emmanuel de Waresquiel ha sostenuto nel 2023 che Madame du Barry, favorita del re Luigi XV di Francia, sia nata ad Albenga nel 1745, poiché la madre, domestica di un militare nonché presunto padre biologico, era in quel momento di passaggio in Liguria con il corpo di spedizione francese alla guerra di successione austriaca.
Con la nascita del Regno d'Italia, Albenga fu scelta come capoluogo dell'omonimo circondario nella provincia di Genova; dal 1927 appartiene alla provincia di Savona, istituita proprio quell'anno. Il comune di Albenga subì gli ultimi aggiustamenti ai propri confini amministrativi nel 1929, quando gli fu aggregato il territorio del soppresso comune di Campochiesa.
Durante la seconda guerra mondiale la città non fu risparmiata dalla barbarie nazista: tristemente famoso è l'episodio dei cosiddetti "martiri della Foce", che è tra le motivazioni che contribuirono al conferimento ad Albenga, nel 2019, della medaglia d'oro al Merito Civile.
Dal 1973 al 1º gennaio 2009 è stata la sede amministrativa della Comunità montana Ingauna.

### Simboli
Stemma
Gonfalone
Bandiera
Lo stemma è stato riconosciuto con decreto del Capo del governo del 22 giugno 1933.
La bandiera è stata concessa con decreto del presidente della Repubblica del 24 febbraio 1979.
Simbolo di Albenga è il suo centro storico e in special modo le torri che sono oggi considerate il simbolo della sua storia. Si hanno le due torri affiancate, quella comunale e quella della cattedrale di San Michele Arcangelo, a simboleggiare il conflitto tra i poteri ecclesiastici e quelli comunali. Oggi queste torri sono presenti su molti loghi e insegne di società e associazioni.

### Onorificenze
Albenga è tra le città decorate al valor militare per la guerra di Liberazione, insignita, il 3 marzo 1975 della Croce di guerra al valor militare per i sacrifici delle sue popolazioni e per l'attività nella lotta partigiana durante la seconda guerra mondiale ed è membro dell'Istituto Nazionale del Nastro Azzurro che raggruppa tutti i combattenti decorati al valor militare. Nel 2019 viene insignita della medaglia d'oro al merito civile per la lotta di liberazione.

## Monumenti e luoghi d'interesse

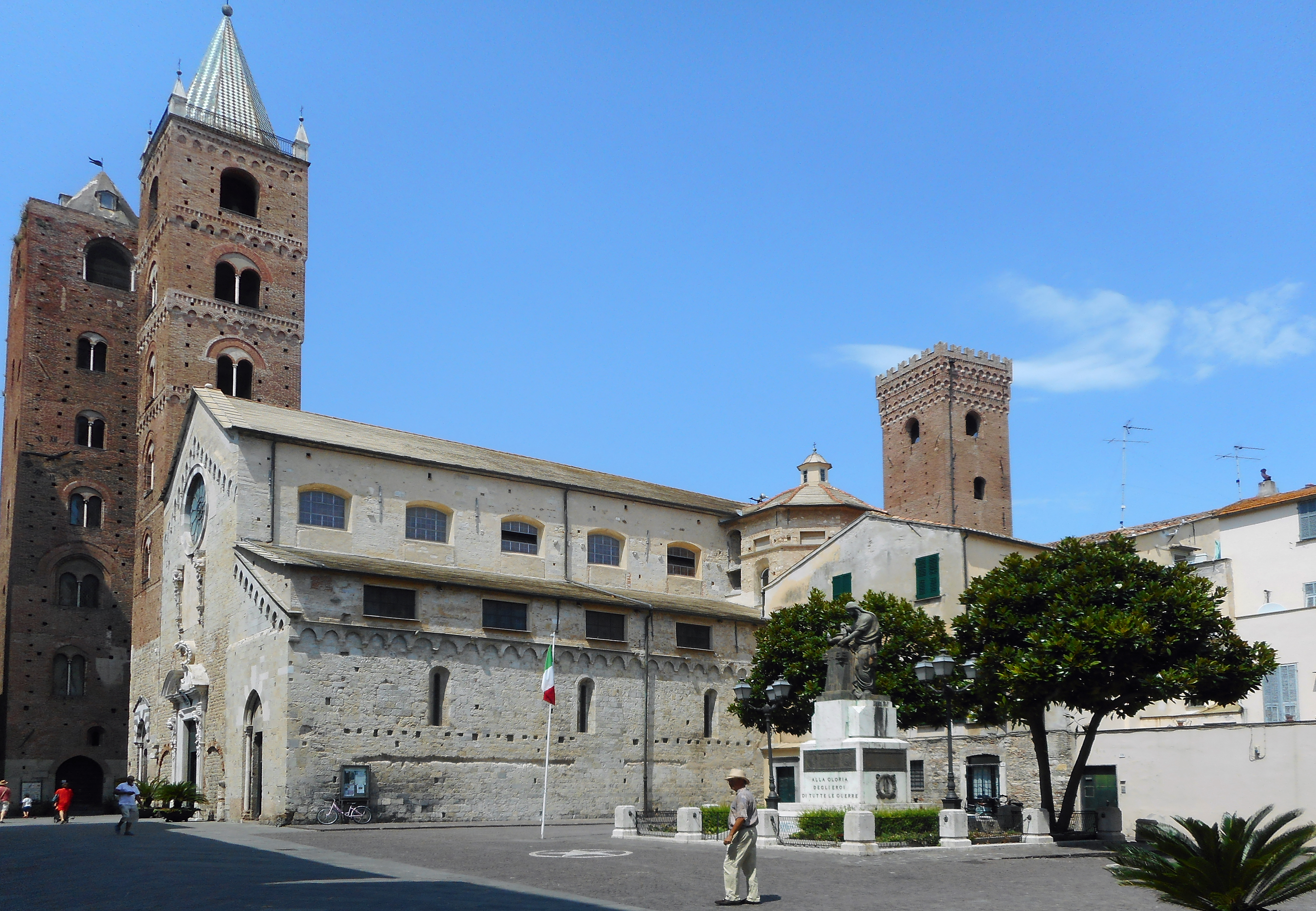
La cattedrale di San Michele Arcangelo nel centro storico ingauno

La città di Albenga presenta uno dei centri storici più suggestivi e ben conservati della Riviera di Ponente, per gran parte ancora circondato da mura e nel quale svettano numerose torri, palazzi e altre pregevoli architetture di epoca medievale. Conservato oggi nelle sue antiche strutture, è comparabile con le descrizioni dei secoli passati come quella del 1739:

### Architetture religiose
- Cattedrale di Albenga, dedicata a san Michele Arcangelo nel centro storico di Albenga. La tradizione popolare vuole che per la via che da Albenga porta ad Alassio ci fosse un serpente che uccideva chiunque passasse. La popolazione fece una processione pregando san Michele di uccidere il serpente. Durante la notte si vide un bagliore provenire dal cielo e dirigersi verso un punto della strada; la popolazione accorse in fretta trovando il serpente ucciso. Conserva le spoglie di san Verano di Cavaillon. Costruita assieme al battistero, è stata ritoccata e ampliata nel corso dei secoli; di rilevanza l'abside e le torri che affiancano il campanile. La cattedrale di San Michele è stata riprodotta nel percorso del parco di divertimento Italia in miniatura.
- Battistero paleocristiano nel centro storico ingauno. Del V secolo, è il più antico edificio della Liguria ancora in piedi oltre che essere uno dei battisteri meglio conservati d'Italia grazie anche al restauro conservativo della struttura e della cupola effettuato dal famoso architetto Alfredo d'Andrade verso la fine dell'Ottocento. Decagonale all'esterno, mentre all'interno è ottagonale. All'interno nella volta in una nicchia è raffigurato un mosaico policromo, mentre al centro ci sono i resti della vasca per il battesimo ad immersione.
- Chiesa di Santa Maria in Fontibus nel centro storico ingauno. Edificata a fianco della cattedrale la sua origine è risalente all'alto Medioevo, ma subì ampliamenti e ricostruzioni nel XIV secolo, tra il 1612 e il 1625 e ancora nei primi anni del XX secolo. Di particolare pregio artistico è il trecentesco portale a strombatura con piccole colonnine; nella lunetta è raffigurato l'affresco della Madonna col Bambino.

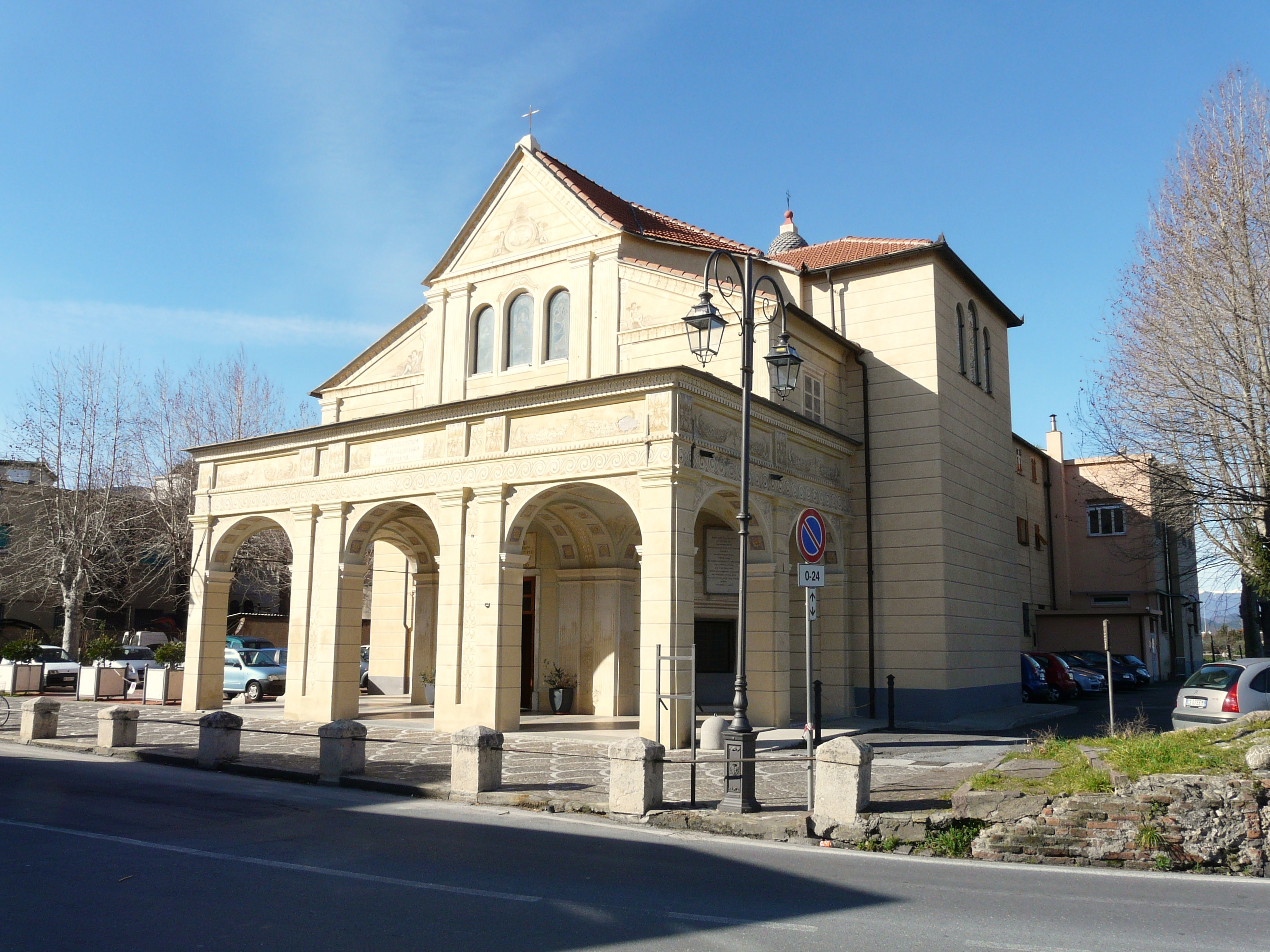
Il santuario di Nostra Signora di Pontelungo lungo la strada statale 1 Via Aurelia

- Complesso di San Domenico nel centro storico ingauno. Sito nella piazza omonima, il complesso conventuale è stato oggi convertito ad uso abitativo e scolastico, ma sono ancora ben visibili i resti degli affreschi del XV secolo e i relativi chiostri.
- Ex chiesa di San Carlo nel centro storico ingauno, del XVII secolo e sconsacrata e convertita ad auditorium.
- Basilica di San Vittore al di fuori del centro storico ingauno. Edificio paleocristiano del IV e V secolo, sorse sul luogo di una necropoli di epoca imperiale romana. Nell'area dei resti della chiesa, considerata una delle più antiche della Liguria, sono stati commissionati in epoca recente scavi archeologici portando così alla luce le varie fasi di edificazione e ampliamenti dal IV al X secolo. L'edificio è situato, assieme all'attiguo cimitero, nei pressi del santuario di Nostra Signora di Pontelungo.
- Basilica di San Calocero alle pendici settentrionali del monte di San Martino. L'edificio paleocristiano, di cui oggi rimangono alcuni resti, sorse nel IV secolo e dall'VIII secolo fu affidato alla cura religiosa dei Benedettini della vicina isola Gallinara. Passò quindi alle monache benedettine dal XIII secolo fino al XVI secolo quando fu abbandonato.
- Ruderi della chiesa e dell'abbazia di San Martino al di fuori del centro storico ingauno. Di epoca medievale, sede in terraferma dei benedettini della Gallinara.
- Chiesa parrocchiale del Sacro Cuore al di fuori del centro storico ingauno.

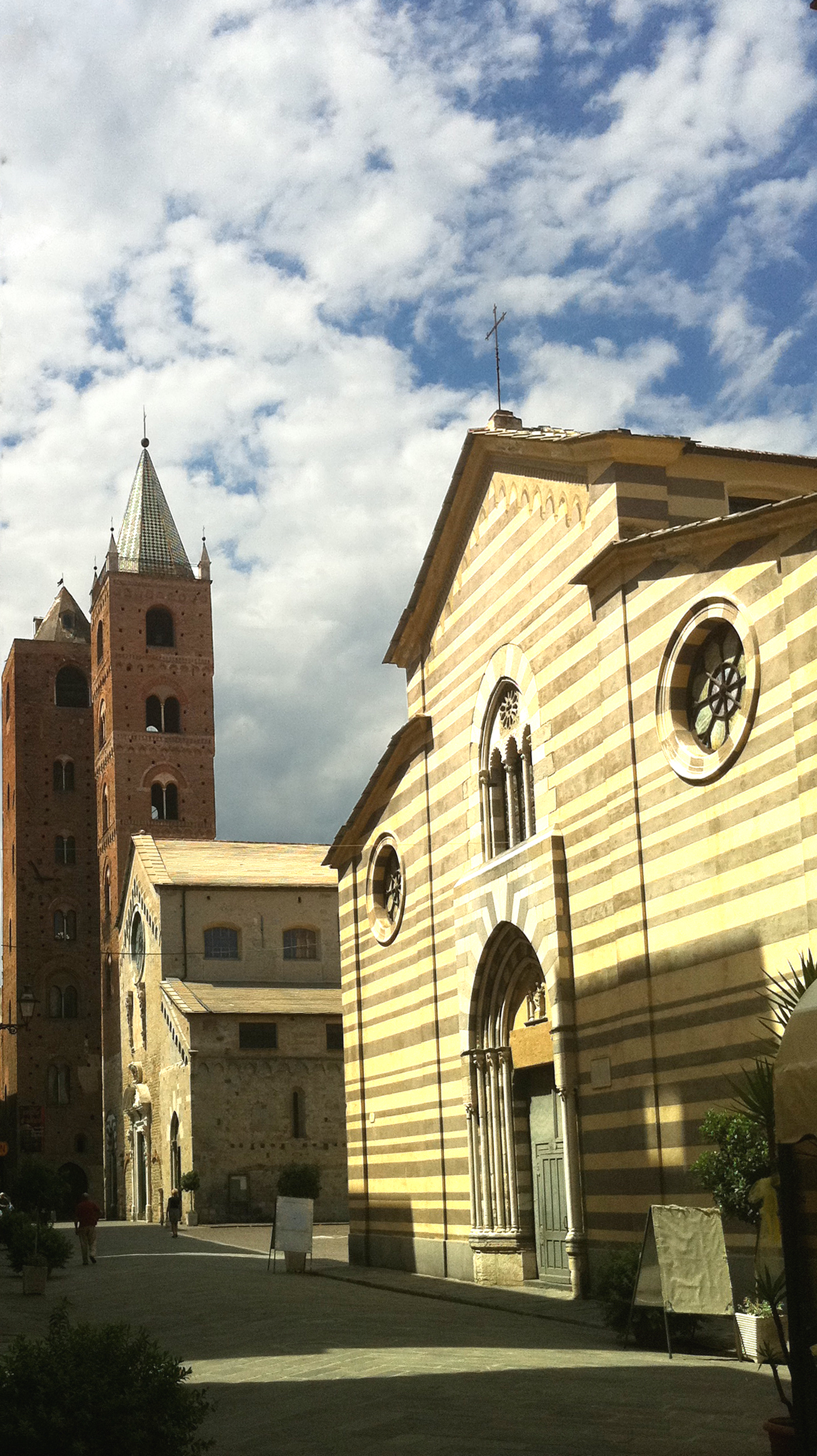
La chiesa di Santa Maria in Fontibus nel centro storico ingauno

- Chiesa e convento di San Bernardino di Siena in regione Vadino, fondato nel 1466.
- Santuario di Nostra Signora di Pontelungo al di fuori del centro storico ingauno. L'odierno santuario fu eretto nel 1722 di fronte l'antico e oggi scomparso ospizio presso l'alveo del fiume Centa lungo la via Aurelia tra Albenga e Ceriale.Di costruzione barocca, con un trittico cinquecentesco di Giovanni Barbagelata. Il santuario è al centro di una grande manifestazione che avviene ai primi di luglio. L'evento da cui parte la rievocazione è quello che accadde il 2 luglio 1637, quando i pirati sbarcati a Ceriale, in marcia su Albenga per saccheggiare la città, furono fermati da un violento bagliore. L'inspiegabile fenomeno fu attribuito ad un intervento miracoloso della Madonna, venerata nella piccola chiesa a fianco del Ponte, per proteggere il popolo ingauno.
- Chiesa parrocchiale della Santissima Annunziata nella frazione di Bastia. Situata ai margini della frazione, la posa della prima pietra fu posta il 23 maggio del 1623.
- Chiesa di Santo Stefano di Massaro nella frazione di Bastia.
- Oratorio della Santa Croce nella frazione di Bastia, situato nei pressi della parrocchiale, sede dell'omonima confraternita costituita verso la fine del XV secolo.
- Chiesa parrocchiale di San Giorgio nella frazione di Campochiesa.
- Chiesa parrocchiale dei Santi Fabiano e Sebastiano nel centro storico di Campochiesa.
- Oratorio di San Giovanni Battista nel centro storico di Campochiesa, a fianco alla parrocchiale, edificato nella seconda metà del XV secolo.
- Chiesa parrocchiale di Nostra Signora Assunta nella frazione di Leca d'Albenga, risalente al 1790.
- Chiesa medievale di Santa Maria del Bossero, nella frazione di Leca.
- Chiesa parrocchiale di Santa Margherita d'Antiochia in Lusignano.
- Oratorio di San Bartolomeo di Lusignano.
- Chiesa parrocchiale dei Santi Giacomo il Maggiore e Filippo nella frazione di Salea.
- Chiesa parrocchiale dei Santi Simone e Giuda nella frazione di San Fedele, il cui primo impianto risalirebbe al XIII secolo.
- Oratorio di San Giovanni Battista del 1574, nella frazione di San Fedele. Sede dell'omonima confraternita, conserva affreschi rappresentanti la Passione di Cristo eseguiti nel XVI secolo da un pittore piemontese.

### Architetture civili

#### Palazzi e torri
- Palazzo Vecchio e torre del Comune nel centro storico di Albenga. Inserito assieme alla torre comunale in un antico complesso medievale, la struttura fu ristrutturata nel 1950 dopo la demolizione dell'edificio della sottoprefettura che univa i tre edifici. Il pianterreno del palazzo è databile al XIV secolo, mentre il piano superiore subì una ricostruzione tra il 1387 e il 1391. La facciata presenta, verso il battistero, di una tipica merlatura ghibellina con due grandi rampe d'accesso. Dal 1933 è allestito presso il palazzo il Civico museo ingauno.
- Palazzo Vescovile nel centro storico ingauno. Sede dell'antica curia e del locale museo di Arte sacra è una tipica costruzione dell'XI secolo con la presenza di un portale del Duecento. L'ala della struttura verso il battistero ha evidenziato, grazie ad alcuni studi e restauri conservativi nel 1976, le varie fasi unificate di ristrutturazione che effettuarono i vari vescovi della diocesi tra il XIII e XV secolo, in particolare ad opera dei monsignori Giovanni Battista Cicala e Luca Fieschi. La decorazione a strisce bianche e nere con riquadro affrescato del 1463 fu voluta dal vescovo Napoleone Fieschi. L'affresco araldico è opera del pittore Giovanni Canavesio del 1477.

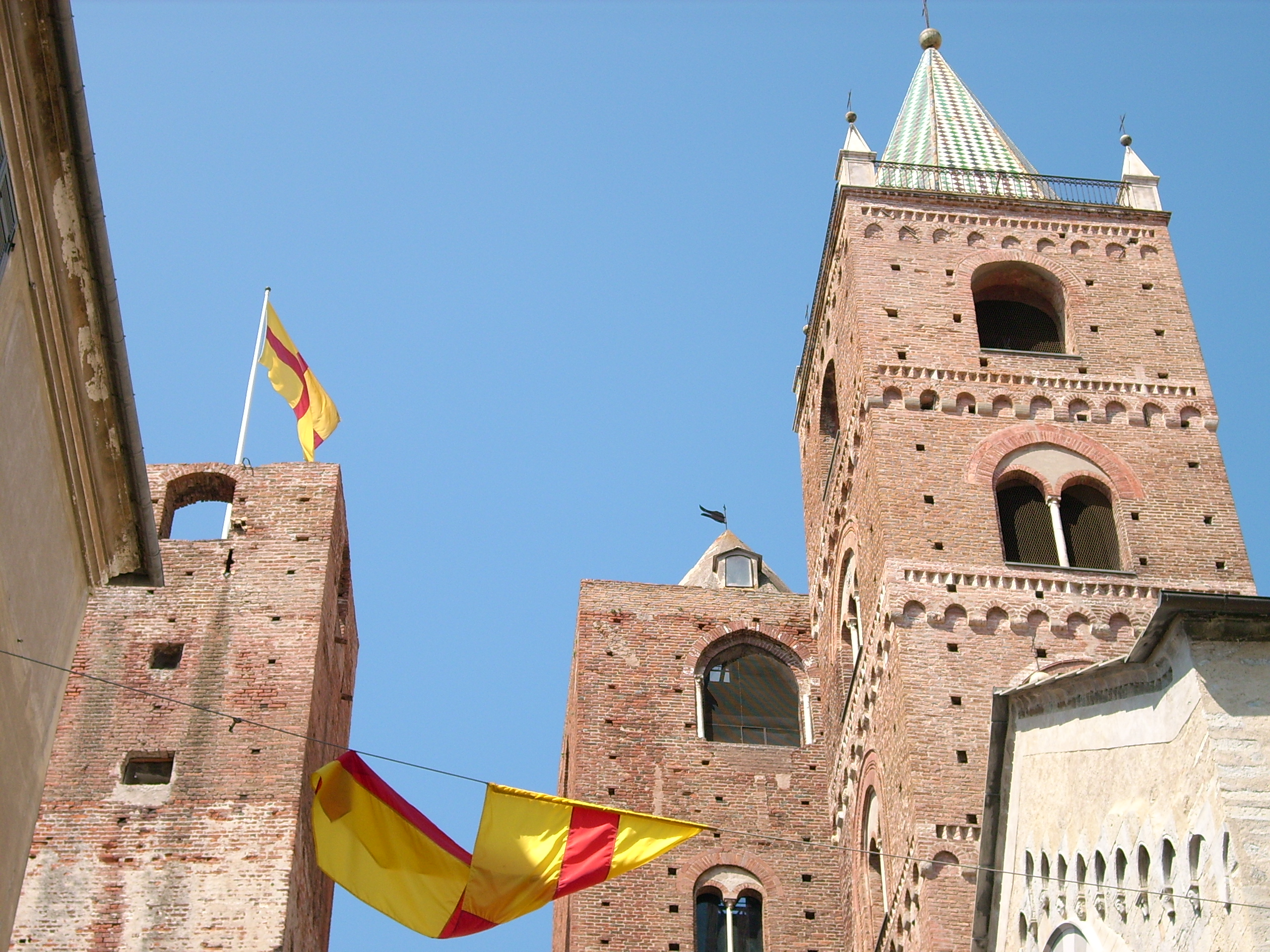
Particolare delle torri del centro storico

- Palazzo Costa Del Carretto del ramo di Balestrino nel centro storico ingauno. Oggi denominato palazzo Vescovado, la sua edificazione si attuò nel 1525 su un'area precedentemente destinata al mercato dei calzolai, il forum callegariorum. Nell'atrio del palazzo è conservato, tra le altre epigrafi romane, l'epigrafe del generale Costanzo commemorante la ricostruzione della città ingauna nel 417 e quelle di Sabina Flaminica e P. Granius Hyla del I e II secolo. Il soffitto a cassettoni in legno è del XVI secolo.
- Palazzo Peloso Cepolla nel centro storico ingauno, del XVI secolo. La costruzione ruota attorno alla torre angolare del XIII secolo e presenta una tipica facciata del XVI secolo. Nell'atrio è conservato un affresco ritraente l'imperatore romano Proculo dall'origine ingauna. Il piano nobile del palazzo è caratterizzato dalla presenza di notevoli busti marmorei romani e del Rinascimento italiano. Qui è stato allestito il museo navale romano.Il palazzo è sede della sezione ingauna dell'Istituto internazionale di studi liguri.
- Palazzo Scotto Niccolari nel centro storico ingauno. L'edificio presenta nella sua totale interezza una tipica dimora del XVI secolo; l'ultimo restauro è databile al 1980.
- Palazzo e torre Oddo nel centro storico ingauno. Collegio fino al 1955, attualmente sede della Palazzo Oddo s.r.l.. La torre presenta una tipica merlatura ghibellina. All'interno è presente la Biblioteca Civica, e il fondo Don Antonio Balletto.
- Casa torre dei Malasemenza nel centro storico ingauno. La torre è oggi incorporata nell'odierno palazzo municipale e presenta una loggia con trifore ogivali.
- Casa torre Lengueglia Doria nel centro storico ingauno, con trifore in stile gotico.

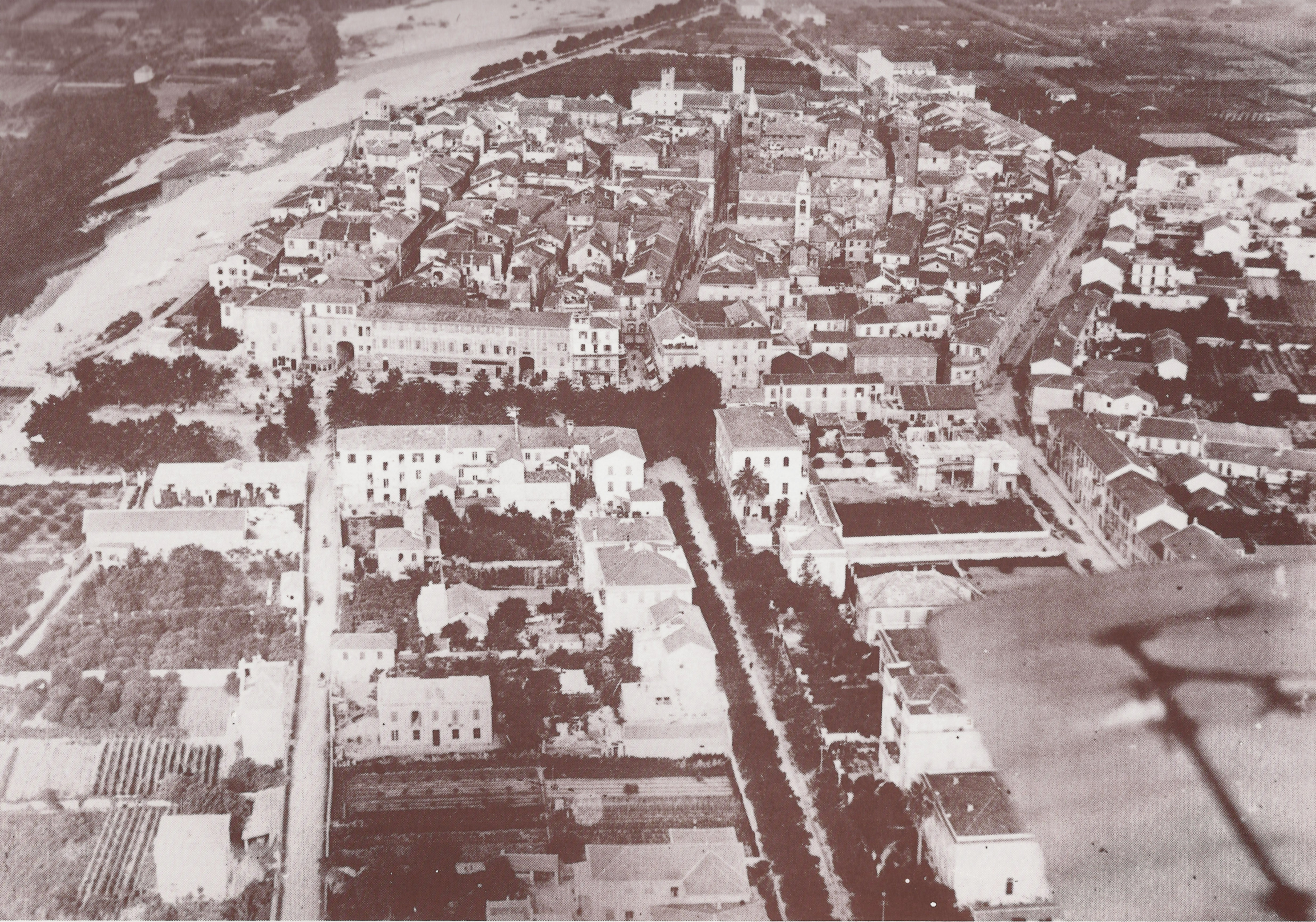
Il borgo storico ingauno in una foto aerea degli anni venti del XX secolo

- Torre della Ciò o della Paciotta nel centro storico ingauno, del XII secolo con conci nell'alto basamento.
- Torre Costa nel centro storico ingauno. La torre presenta un basamento del XII secolo in conci di pietra di Cisano, mentre la parte superiore del XIV secolo in laterizio e coronata da una tipica merlatura ghibellina.
- Torre Navone nel centro storico ingauno.
- Casa Fieschi Ricci nel centro storico ingauno. La struttura presenta un paramento in pietra e monofora e bifora in stile romanico del XII secolo; sul fianco sinistro è presente la loggia con grandi bifore del XIV secolo e sulla facciata un caratteristico portale di epoca rinascimentale. L'edificio è stato restaurato nel 1936.
- Casa d'Aste Basso nel centro storico ingauno, con loggiato del XIV secolo.
- Casa d'Aste Rolandi Ricci nel centro storico ingauno, del XIV secolo con torre d'angolo del Duecento. La ristrutturazione è risalente al 1959-1961.
- Casa e torre dei Cepollini nel centro storico ingauno, la cui torre risulta mozzata a seguito del terremoto del 1887.
- Loggetta "dei Quattro Canti" nel centro storico ingauno. La loggia fu aperta nel Medioevo, forse nel XIII secolo, per l'allargamento della viabilità all'incrocio delle due strade maggiori. La struttura presenta due arcate ogivale e romanica.
- Case nobiliari varie nelle frazioni di Leca, Campochiesa, Lusignano e San Fedele.[18]

#### Porte
- Porta Molino nel centro storico ingauno. Da questa porta transitava la romana via Julia Augusta e tale denominazione deriverebbe dalla presenza di un mulino che sorgeva a ridosso delle antiche mura.
- Porta d'Arroscia nel centro storico ingauno, ubicata al lato opposto della porta Molino dove poi la via romana proseguiva verso l'interno.
- Porta Torlaro nel centro storico ingauno. Nei pressi delle mura sporge un bastione del tardo Medioevo denominato "il Torracco".
- Porta del Pertugio nel centro storico ingauno, sovrastata da una caditoia del Cinquecento.
- Porta Marina nel centro storico ingauno, oggi non più esistente, si trovava all'ingresso meridionale dell'antica città, in direzione del mare.

#### Ponti

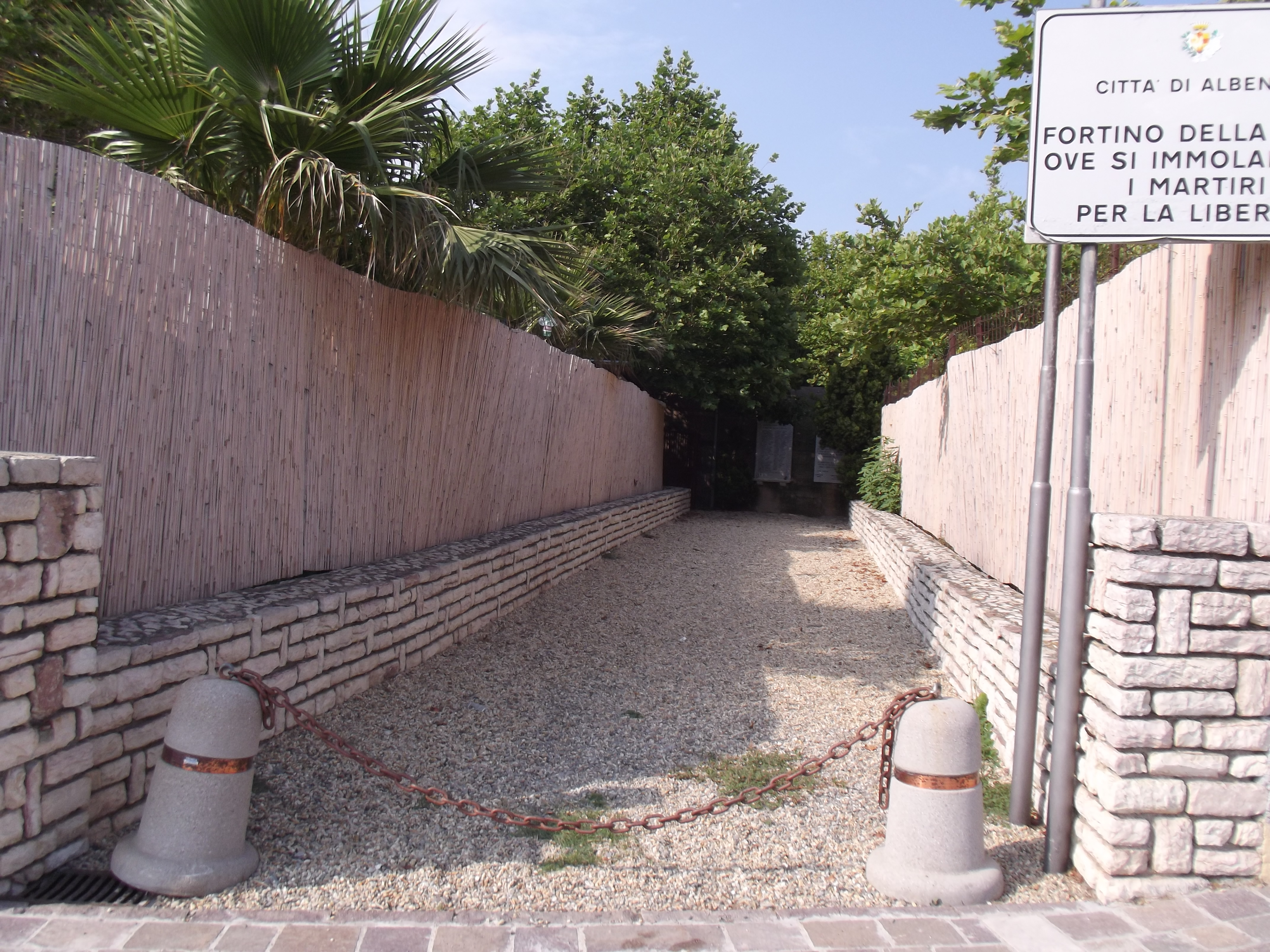
Bunker alla foce del fiume Centa di Albenga

- Pontelungo. Situato al di fuori del centro abitato di Albenga e nei pressi dell'omonimo santuario mariano, dell'antico ponte è stata accertata la sua origine medievale e attribuita al XIII secolo. Il ponte si presenta seminterrato presso l'alveo del fiume Centa.
- Il  ponte Libero Emidio Viveri (ponte Rosso) di Albenga è il ponte moderno sul fiume Centa; costruito ad arcata unica senza pilastri nel 1995 dopo che l'alluvione del 5 novembre 1994 distrusse quello vecchio.

### Architetture militari
- Fortino genovese di Albenga, edificato nel corso del XVI secolo dalla Repubblica di Genova
- Caserma "Piave" ad Albenga, vi era di stanza il 14º Battaglione Bersaglieri Sernaglia
- Caserma "Aldo Turinetto" dove era di stanza il 72º Battaglione Fanteria "Puglie"
- Bunker alla foce del fiume Centa dove vennero torturati e sterminati i 59 Martiri della Foce
- Castello di Bastia, nell'omonima frazione, la cui edificazione sarebbe risalente al XIII secolo
- Polveriera militare in Regione Prato Grande, nella frazione di Campochiesa
- Deposito di munizioni in Regione Uliveto Terraconiglio, nella frazione di Salea

### Siti archeologici

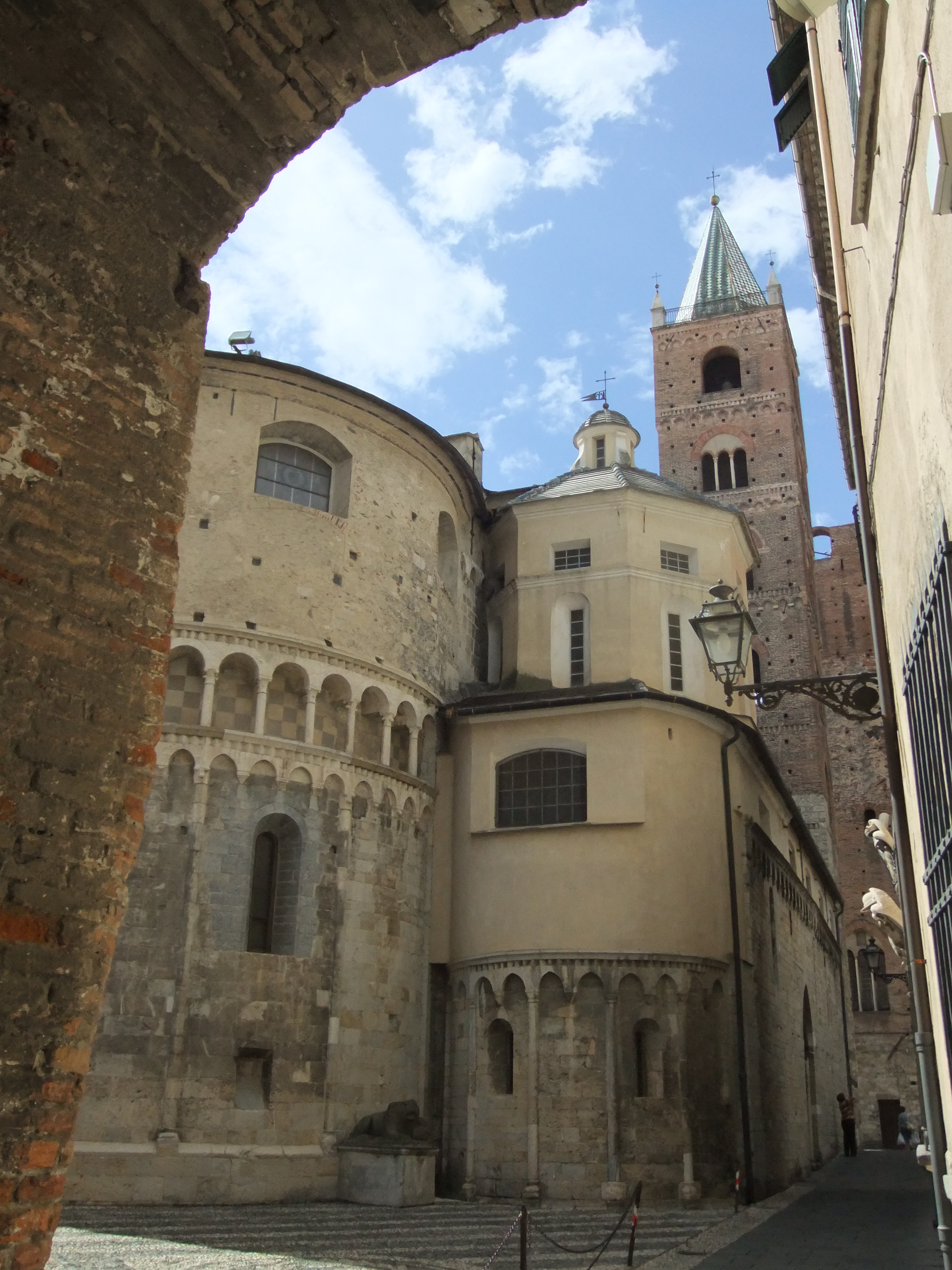
Scorcio di piazzetta dei Leoni, nella zona absidale della cattedrale ingauna.

- L'Anfiteatro romano di Albenga del II-III secolo sulla collina detta "del monte".
- La necropoli, i monumenti funerari e il pilone, siti a breve distanza dall'anfiteatro e vicino alla via Julia Augusta.
- Le Terme romane di Albenga di epoca romana. Le terme sono state scoperte di recente a seguito di scavi, situate nella sponda destra del fiume Centa. Nell'alveo del fiume sono stati inoltre ritrovati basi delle pile relative ad un antico acquedotto e degli altri monumenti funerari.
- La nave romana si trova tra Albenga e l'Isola Gallinara ad una profondità di 40 m. Essa è lunga 40 m e larga 12 m e trasportava tra le 11 000 e le 13 000 anfore. Già dagli anni venti del Novecento si pensava che ci fosse una nave di epoca romana perché erano state rinvenute tre anfore ad un miglio della costa e a quaranta metri di profondità da un pescatore. Nel 1948 verificarono la presenza della nave, e venne presentata all'allora Ministero della Pubblica Istruzione la campagna di indagini: la campagna iniziò l'8 febbraio 1950.
- La Villa Romana di Lusignano.

### Altro
- Piazzetta dei Leoni. La piccola piazza, antistante e raggiungibile seguendo il fianco sinistro della cattedrale di San Michele Arcangelo, è incastonata tra la parte absidale della stessa cattedrale, con monofore e galleria su colonnine in pietra del Finale del XIII secolo, e tra le case medievali della famiglia nobiliare dei Costa. Furono gli stessi conti Costa a portare da Roma nel 1608 i tre leoni in pietra piperina e in stile rinascimentale dai quali la piazza trae il toponimo.

## Società

### Evoluzione demografica
Negli ultimi settanta anni, a partire dal 1951, la popolazione residente è raddoppiata.
Abitanti censiti

### Etnie e minoranze straniere
Secondo i dati Istat al 31 dicembre 2023 i cittadini stranieri residenti ad Albenga erano 2 747, pari all'11,65% dei residenti,  così suddivisi per le nazionalità  più significative:
- Marocco 827
- Albania 334
- Romania 318
- Bangladesh 277
- India 249
- Ucraina113
- Cina 81
- Ecuador 60
- Moldavia 29
- Perù 29

## Cultura

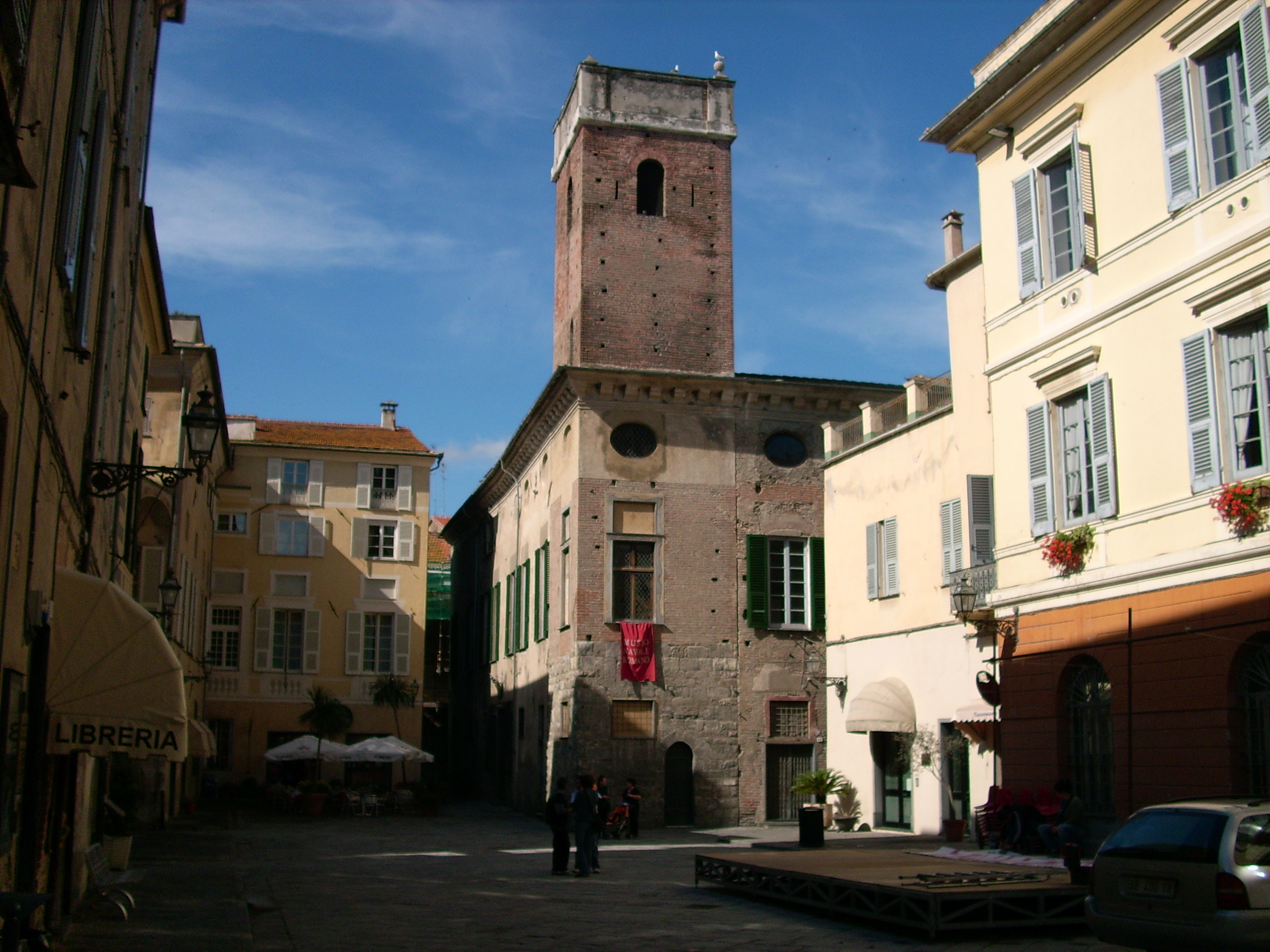
Palazzo Peloso Cepolla, sede del Museo navale romano.

### Istruzione

#### Scuole
Albenga è sede, oltre che di numerosi sedi di scuole primarie e secondarie di primo grado, dei seguenti istituti inerenti al ciclo scolastico della scuola secondaria di secondo grado:
- Istituto Professionale per l'Agricoltura e l'Ambiente "Domenico Aicardi".
- Istituto Tecnico Industriale Statale "Galileo Galilei".
- Liceo Scientifico Statale "Giordano Bruno" con annessa sezione classica "Giovanni Pascoli".
- Centro Scolastico Diocesano "Redemptoris Mater". Istituto paritario, liceo con sezione classica e socio-psicopedagogica.
- Seminario diocesano, storica istituzione che per secoli, insieme a palazzo Oddo, ha istruito i cittadini. Attualmente attivo nella moderna sede voluta da Angelo Cambiaso e attivo nell'istruzione dei futuri sacerdoti della diocesi di Albenga-Imperia.

#### Università
- Istituto superiore di scienze religiose: (spesso abbreviato ISSR) è una facoltà universitaria, parte della Pontificia Università della Santa Croce, che promuove lo studio della teologia e la ricerca scientifica sul fenomeno religioso.

### Musei

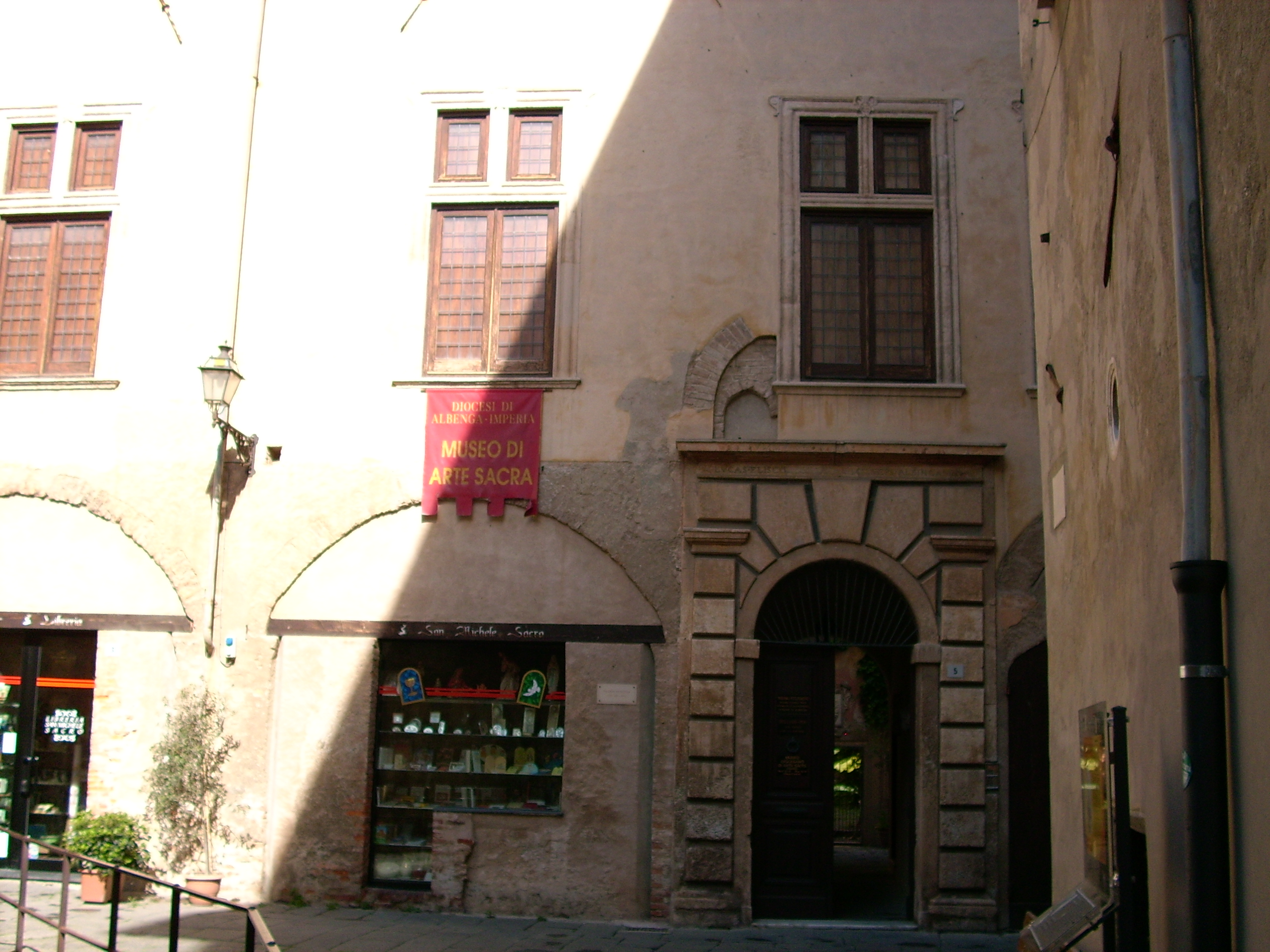
Il museo diocesano albenganese

- Museo diocesano di Albenga sito dal 1982 all'interno del palazzo vescovile, in ambienti quattrocenteschi in parte affrescati e decorati, presenta l'esposizione di opere d'arte e materiali provenienti dallo scavo della cattedrale. Fra i dipinti si distinguono un San Giovanni attribuito al Caravaggio e Il martirio di santa Caterina di Guido Reni.
- Civico museo ingauno istituito nel 1933 da Nino Lamboglia nel palazzo vecchio comunale, raccoglie oggetti romani e medioevali (sculture, lapidi, sarcofagi e affreschi del XV secolo), collezioni archeologiche ed epigrafiche.
- Museo navale romano[22], sorto nel 1950, presso il palazzo Peloso Cepolla e raduna oltre mille anfore romane recuperate da una nave del I secolo a.C., affondata nelle acque di Albenga. Fu la prima nave oneraria romana scoperta ed esplorata sul fondo del mar Ligure. I primi recuperi avvennero nel 1950 ad opera della nave Artiglio. Inoltre si trova una sezione preistorica con materiali della caverne della val Pennavaira.
- Museo etnografico della "Civiltà dell'olio", sito in un antico frantoio di proprietà della famiglia Sommariva, la mostra è dedicata alla lavorazione delle olive, dell'olio e del vino.
- Mostra a palazzo Oddo, con l'esposizione Magiche Trasparenze e altri spazi per mostre temporanee, al suo interno vi è il celeberrimo Piatto Blu di Albenga.
- Galleria d'arte moderna Albenga (G.A.M.A.), associazione di promozione sociale, che organizza mostre temporanee di livello internazionale esponendo opere dei maggiori artisti del panorama mondiale quali Picasso, Balthus, Renoir, Gauguin, Pissarro, Mirò, Kandinskij, Pascin, etc..
- Museo dalla Fionda.

### Letteratura

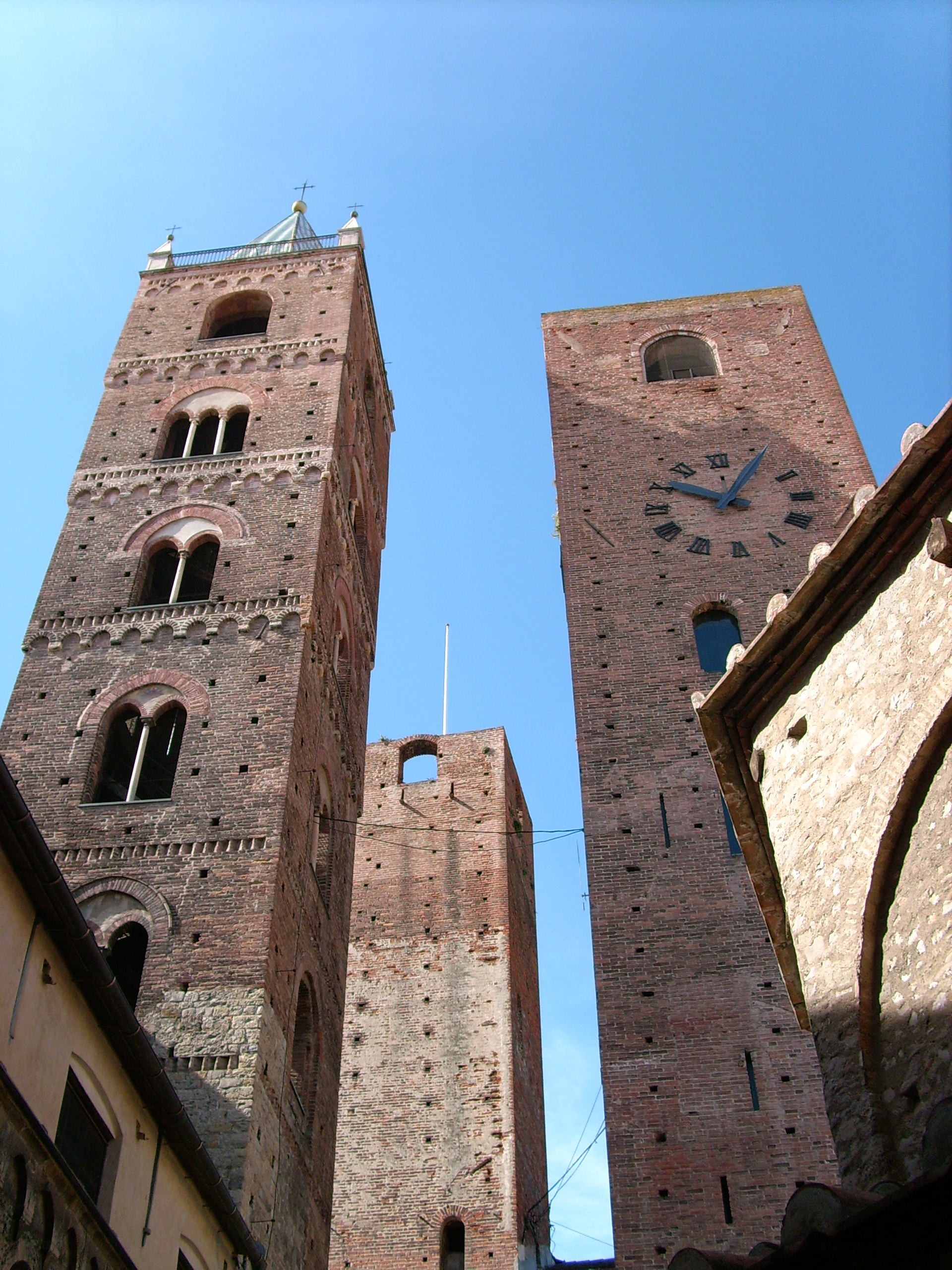
Le tre torri del centro storico ingauno

Secondo alcuni critici letterari, la città di Albenga sarebbe nominata (anche se la descrizione corrisponderebbe più ad Andora) nel romanzo Il fu Mattia Pascal di Luigi Pirandello, col nome di Alenga (è il paese dove il protagonista si ferma per comprare un giornale).
Nel romanzo Adèle e Theodore con finalità pedagogiche di Madame de Genlis, l'autrice francese dipinge Albenga - ma più precisamente la frazione di Lusignano - con queste parole:

### Media

#### Stampa
I principali quotidiani che si occupano di cronaca e politica di Albenga sono Il Secolo XIX e La Stampa. Esistono tuttavia dei settimanali e mensili cartacei di tiratura inferiore che se ne occupano e vari siti online che si occupano della città albenganese e del circondario ingauno, quali Il Vostro Giornale o IVG, Liguria 2000 News, AlbengaCorsara News, Il carciofino.

#### Radio
Il principale mezzo di comunicazione con sede locale è l'emittente radiofonica Radio Onda Ligure 101. Nel comune di Albenga ha la sede legale Radio 104 con la società Radio Monferrato Srl, seppur la sede operativa è stata a Savona e successivamente ad Albisola Superiore.

#### Televisione
Nel 1960 Albenga fu protagonista, grazie alla partecipazione del prof. Tommaso Schivo, del primo gioco collettivo in onda su Raiuno Campanile sera, condotto da Mike Bongiorno.
Memories, trasmissione televisiva olandese in onda sul primo canale nazionale KRO, seguita da oltre due milioni di spettatori, nel 2005 ha scelto il centro storico di Albenga come luogo di scenografia per far incontrare vecchi amori.
Nel 2006 è andato in onda su History Channel il programma televisivo Delitti incentrato sulla ricostruzione dei più importanti delitti e serial killer italiani, la cui ottava puntata era dedicata al "Boia di Albenga".
La rete televisiva TV2000 nel 2011 ha scelto la famiglia Pesce di Albenga e la città stessa come set, per il reality show Romanzo Familiare.

### Cinema
Albenga, oltre ad essere stata scelta per vari spot pubblicitari (venne usata come location per lo spot pubblicitario della Comix e della Agricola Italiana Alimentare S.p.a.), è stata utilizzata quale location per diversi film prodotti da registi italiani e no quali Io no spik inglish del 1995 di Carlo Vanzina con protagonista Paolo Villaggio e Inkheart - La leggenda di cuore d'inchiostro del 2008 di Iain Softley e con protagonisti Brendan Fraser, Andy Serkis e Helen Mirren.

### Cucina
Tra i più noti prodotti gastronomici locali si trovano quattro prodotti tipici della produzione della piana ingauna, e sono conosciuti come i "4 d'Albenga":
- Asparago violetto;
- Zucchina trombetta;
- Carciofo spinoso;
- Pomodoro cuore di bue.

Altri prodotti:

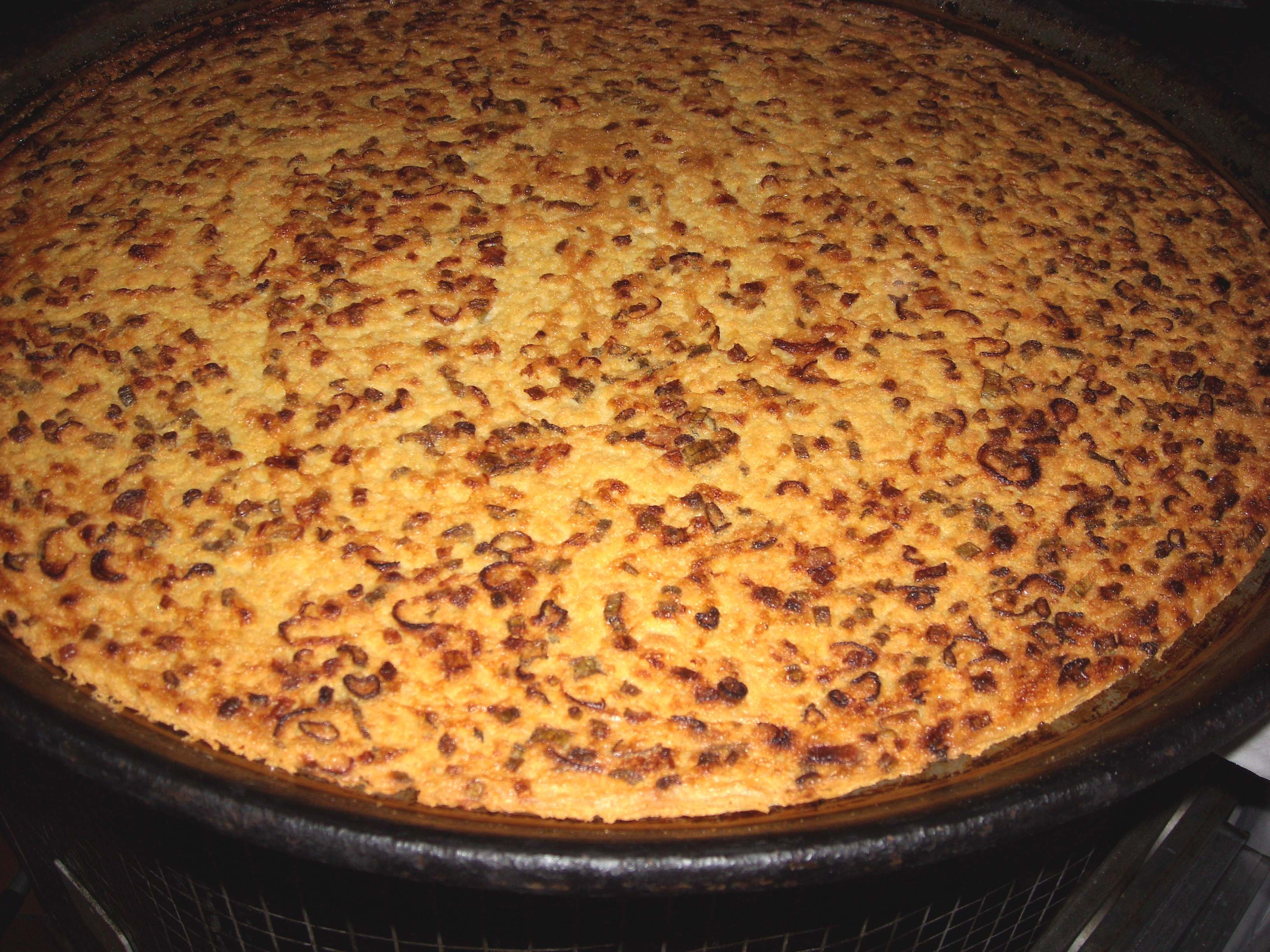
Farinata con cipollotti, tipica variante ligure

- I biscotti con semi di finocchietto, chiamati nel gergo locale Baxin d'Albenga (trad. "Bacini d'Albenga");
- L'olio d'oliva extra-vergine di oliva taggiasca;
- Il pesto;
- Il "caviale" del Centa;
- La farinata con farina di ceci;
- Le frittelle di gianchetti;
- La focaccia;
- Le ciappe all'olio;
- L'oliva taggiasca in salamoia;
- Le pesche con il pigato.

Tra le bevande:
- I vini bianchi Pigato, Vermentino e Lumassina;
- I vini rossi Ormeasco e Rossese;
- Grappa al carciofo e chinotto;
- Liquore all'asparago violetto.

### Eventi

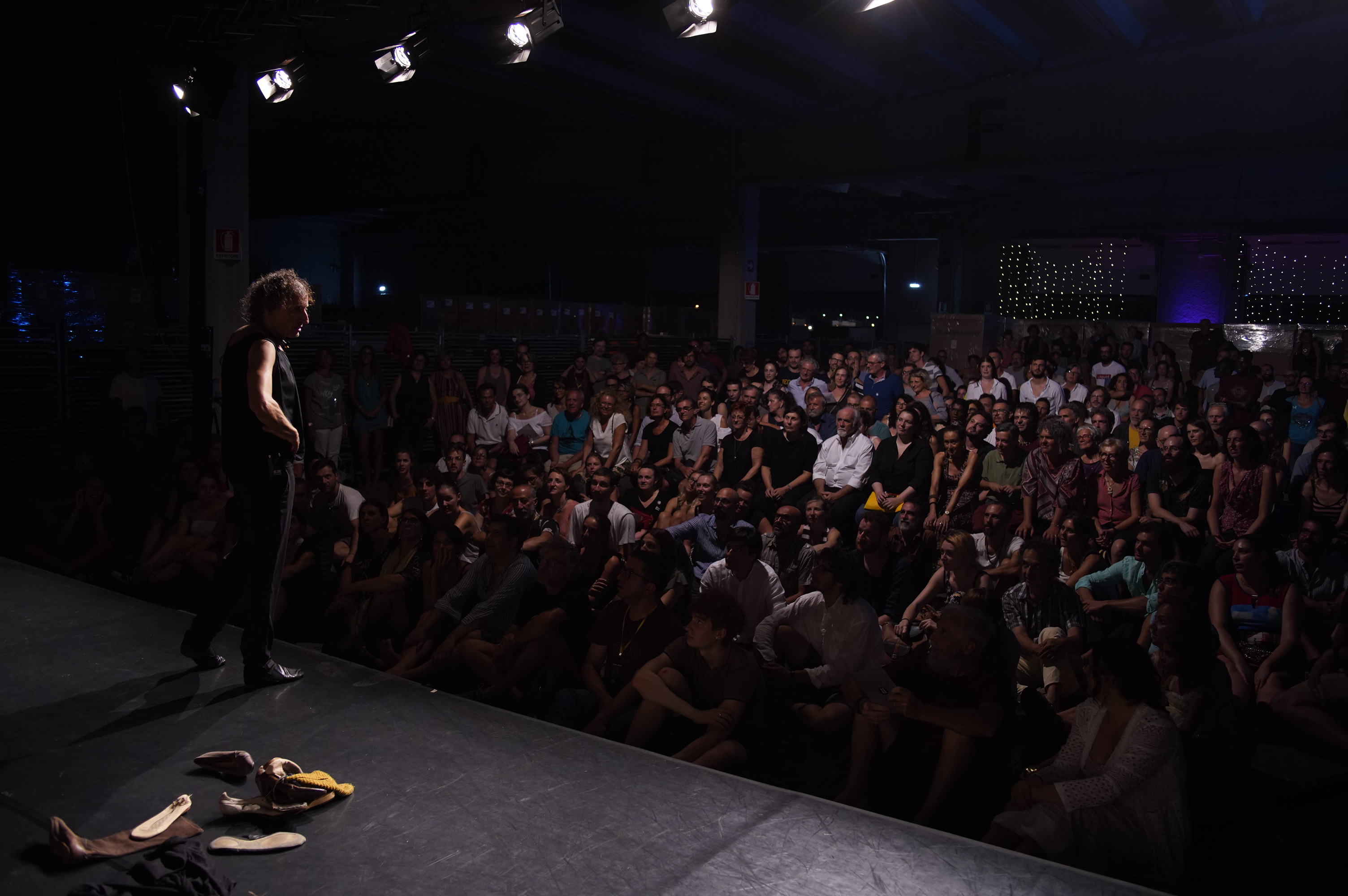
Una serata del festival Terreni Creativi

- "Palio Storico di Albenga": terza settimana di luglio, sfida tra i quattro rioni storici del centro storico: San Giovanni, Sant'Eulalia, San Siro e Santa Maria; tutti i partecipanti dei rioni si rivestono con i costumi medievali.[23][24][25]
- Sagralea, rassegna del vino pigato e degli altri vini di qualità della Riviera Ligure di Ponente, nell'ultima settimana di agosto, nella frazione di Salea; questo evento è incluso nella "Strada del Vino e dell'Olio"[26][27]
- Concorso pianistico nazionale Città di Albenga, dal 1978[28]
- "Su la Testa",  festival musicale e teatrale[29];
- "Premio nazionale Albingaunum", premio nazionale di letteratura.
- "Terreni Creativi Festival", festival multidisciplinare internazionale di teatro, danza, e musica dal vivo. La manifestazione, ideata e organizzata dal 2010 da Kronoteatro, è stata insignita del Premio Garrone nel 2016, del Premio Rete Critica come "miglior progetto di comunicazione" nel 2017 e del Premio UBU 2022 nella categoria miglior curatela/organizzazione [30][31][32].

## Geografia antropica
Il territorio comunale è costituito, oltre al capoluogo, dalle frazioni di Bastia, Campochiesa, Leca, Lusignano, Salea e San Fedele per una superficie territoriale di 36,58 km².
Confina a nord con i comuni di Arnasco, Cisano sul Neva e Ceriale, a sud con Ortovero, Villanova d'Albenga e Alassio, ad ovest con Arnasco e ad est è bagnato dal mar Ligure.

### Frazioni
- Bastia
- Campochiesa
- Leca
- Lusignano
- Salea
- San Fedele

### Località urbane
- Regione Vadino, si formò in epoca tardo medievale grazie alla precedente deviazione del fiume Centa la quale colmò così la naturale insenatura di Vadino alla base della collina del Monte. Oggi la regione è densamente urbanizzata. Su una propaggine della collina è ubicato il complesso religioso del convento e della chiesa di San Bernardino di Siena, entrambi fondati nel 1466 e sede parrocchiale della comunità religiosa di Vadino.
- San Giorgio, a levante della città, al confine con il territorio comunale di Ceriale.

La piana di Albenga vista dall'Anfiteatro

## Economia
L'economia si basa principalmente sul commercio agricolo e floricolo, ma con la presenza di un forte settore terziario. Vi sono numerose imprese di servizi e anche alcune industrie, inoltre da pochi anni si sta sviluppando in modo deciso il settore turistico, sia enogastronomico sia culturale.
Le coltivazioni sono orticole (la maggioranza fino a pochi anni fa) ma, soprattutto, piante aromatiche e floricoltura. Attorno a questo c'è un vero settore economico composto dalle aziende agricole (quasi tutte a conduzione familiare), dalle strutture e operatori del settore (consulenza tecnica, vendita di prodotti per la coltivazione, ecc.) e dai commercianti, che spesso esportano i prodotti della piana e della zona verso i paesi del nord (soprattutto Germania). Attiva anche la coltivazione viticola e quella olivicola, la produzione di vino e olio e altri prodotti agricoli. Ma vi sono alcune ditte di import-export famose e leader a livello nazionale ed europeo in questo settore come la Noberasco per quanto riguarda la frutta secca, la Fruttital per import-export di frutta fresca, la Fitimex per quanto riguarda gli ortaggi e frutta esotica, italservice per l'esportazione di vasi di aromatiche e fiori in tutta Europa;
Molti prodotti hanno ottenuto i riconoscimenti Denominazione di Origine Controllata (DOC), Denominazione di origine protetta (DOP), Indicazione Geografica Tipica (IGT), Indicazione geografica protetta (IGP).
L'economia albenganese ha attratto, inoltre, un grande afflusso di lavoratori stranieri, in maggioranza nordafricani.

## Infrastrutture e trasporti

### Strade

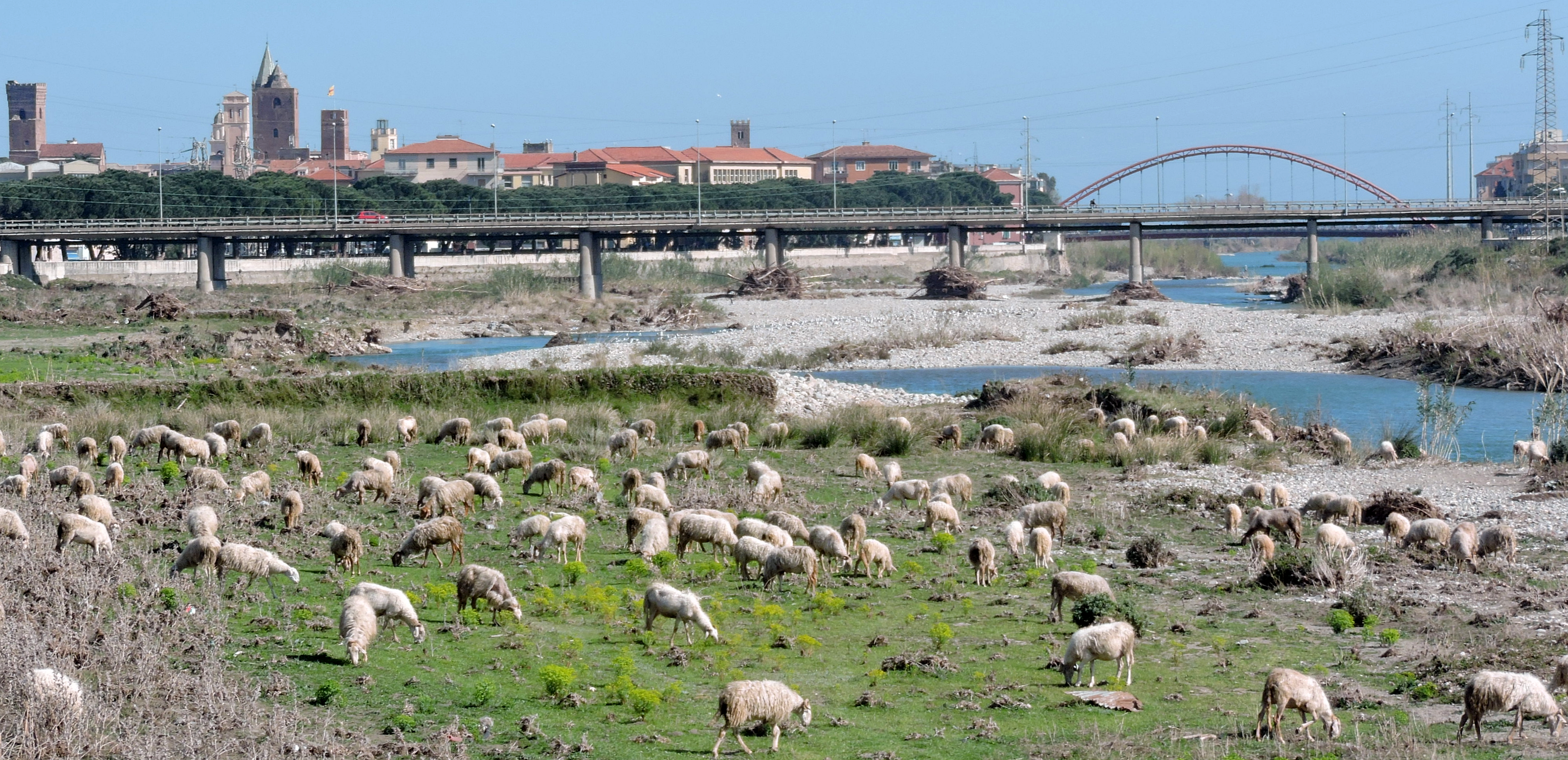
Il ponte sul Centa, a sinistra il centro storico

Il territorio comunale di Albenga è attraversato principalmente dalla strada statale 1 Via Aurelia, che permette il collegamento stradale con Alassio, ad ovest, e Ceriale ad est. Questa strada un tempo passava per il centro della città affiancando il centro storico, negli anni sessanta del Novecento venne progettata e aperta al traffico veicolare una variante che oltrepassava tutta la città: questo tracciato moderno ha permesso di collegare velocemente le due sponde di Albenga divise dal fiume Centa.
La città è inoltre il crocevia di altre strade provinciali: la provinciale 3 per Cisano sul Neva; la provinciale 6 per Villanova d'Albenga; la provinciale 19 per Arnasco; la statale 453 della Valle Arroscia; la statale 582 del Colle San Bernardo, quest'ultima storica via per il Piemonte.

#### Autostrada
Albenga è raggiungibile tramite l'autostrada A10 mediante il proprio casello autostradale. Dal 1969 è partito l'iter di un progetto per una bretella che possa unire la piana direttamente e velocemente con il suo entroterra, con la val Bormida, quindi con l'autostrada A6 e il Piemonte, quindi proseguire per la Lombardia e collegarsi con l'autostrada A26; tale progetto andrà a formare l'autostrada Predosa-Albenga; nel 2010 è stato dato il via per il progetto definitivo. Questo progetto consentirà di alleggerire il traffico che nella stagione estiva e nei festivi è sempre presente e abbondante sia sulla A10 che sulla A6.

### Ferrovie

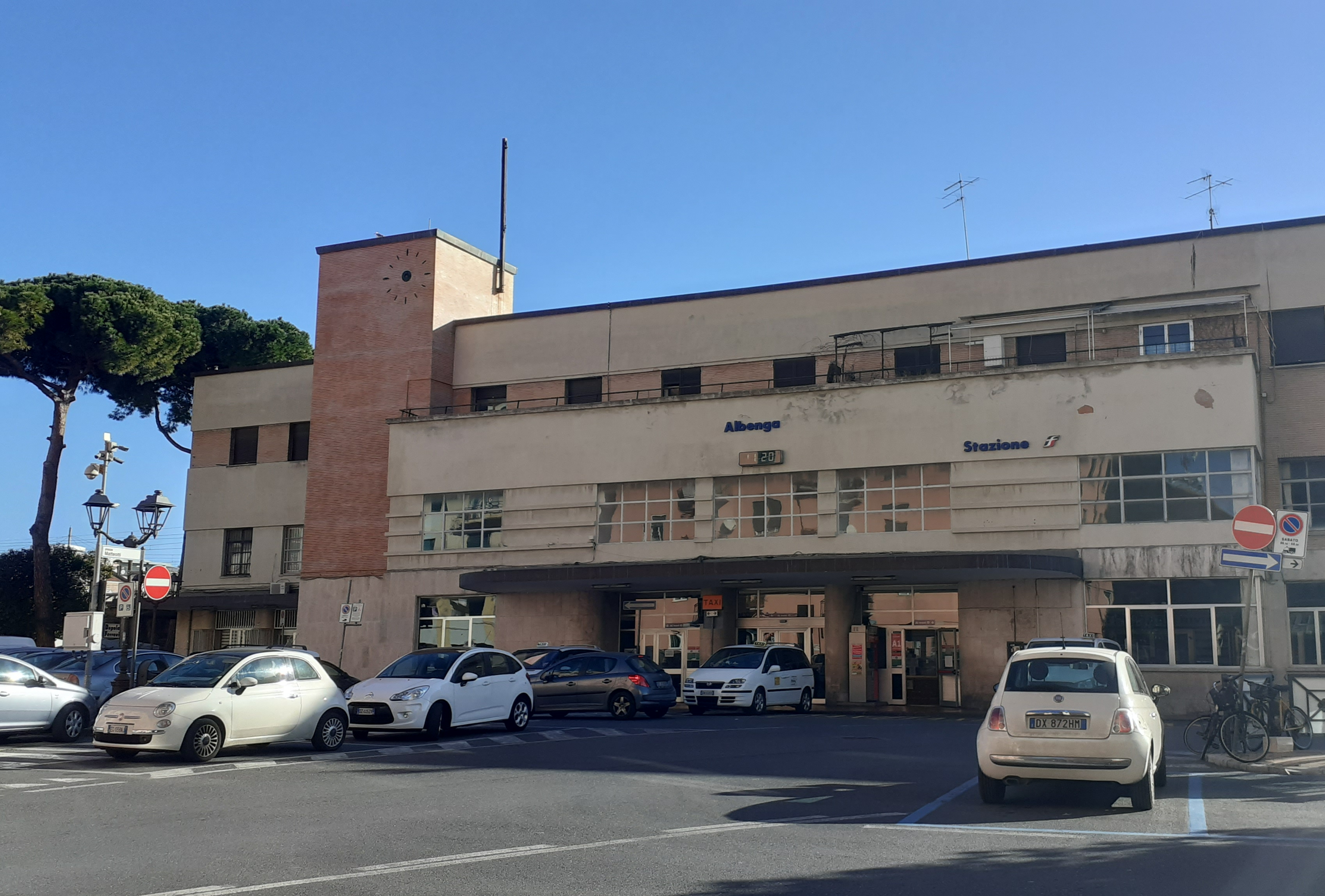
La stazione vista da Piazza Matteotti

Albenga è dotata di una propria stazione ferroviaria, posta sulla linea Genova-Ventimiglia. La stazione venne aperta nel 1872, ma l'attuale fabbricato viaggiatori, progettato dall'architetto Roberto Narducci, risale agli anni trenta del XX secolo.
L'attuale linea ferroviaria, per lunghi tratti a semplice binario, verrà sostituita da una nuova linea a doppio binario, posta più a monte; il nuovo progetto prevede un'ampia stazione nella frazione di Bastia.

### Aeroporto
Nel vicino comune di Villanova d'Albenga è presente l'Aeroporto Internazionale "C. Panero", inaugurato nel 1922. In tale spazio è presente anche la caserma del 15º Nucleo Elicotteri - Villanova D'Albenga dell'Arma dei Carabinieri.

## Amministrazione

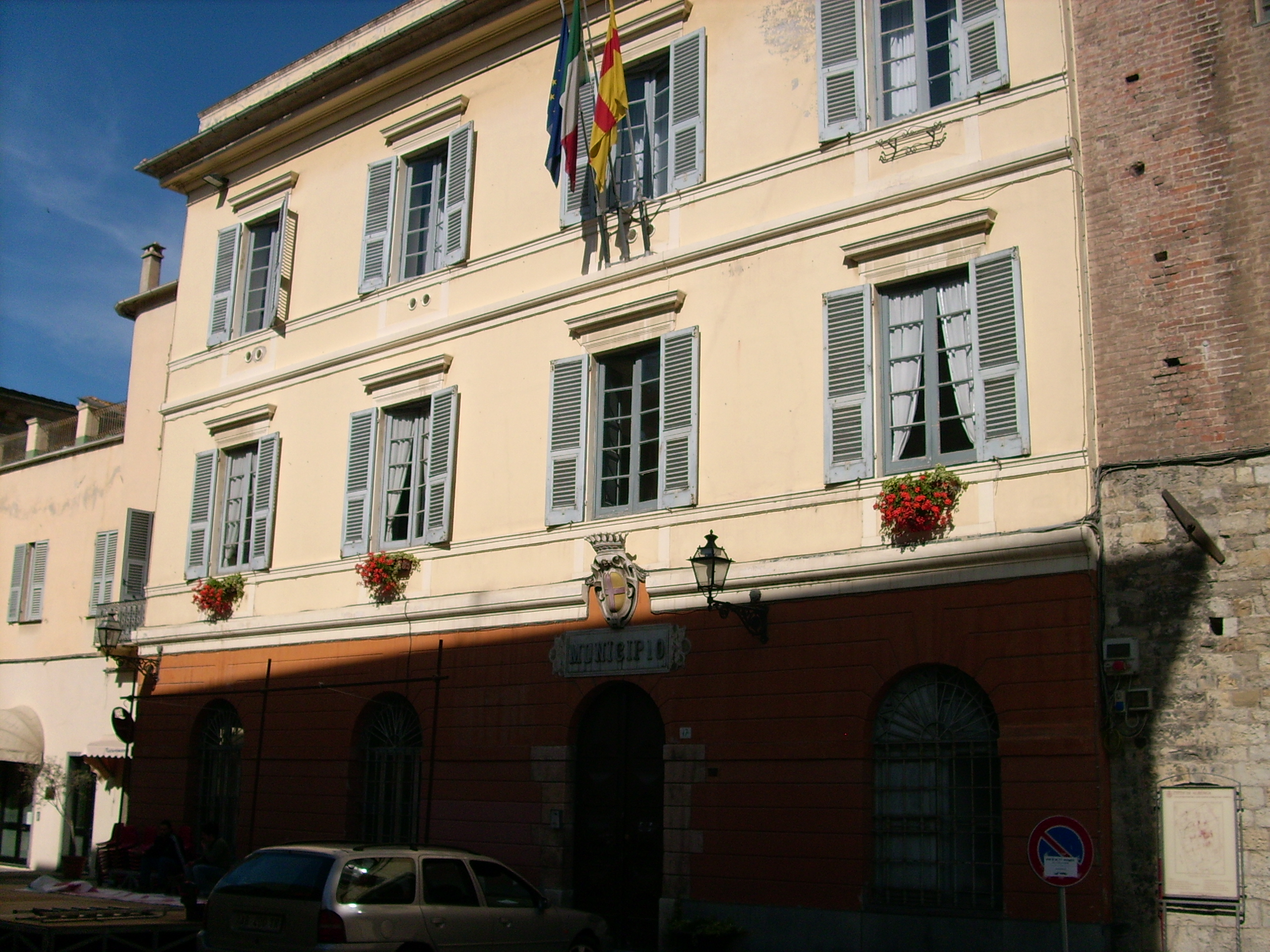
Il palazzo comunale

### Gemellaggi
Albenga è gemellata con:
- Dabas, dal 2004
- Carloforte, dal 1994[34]

## Sport
Gli sport più diffusi sono la pallanuoto, il calcio e la vela.
Importanza a livello regionale ha la locale squadra di pallanuoto - l'Ingaunia - che dal 1995 al 1999 ha militato nella massima serie la squadra femminile del Ponente Ligure; tra le giocatrici la savonese Eleonora Gay (oro ai mondiali di Perth 1998) e la genovese Elisa Casanova. Nonostante gli ottimi risultati (arrivò anche ai play off) la squadra si sciolse per problemi gestionali.
La principale squadra di calcio era l'A.S.D. Albenga 1928 nata nel 2010 che militava in Serie D, dopo il fallimento dell'Albenga Calcio fondata nel 1928 e che in passato raggiunse quella che è oggi la serie C. Lo stadio è intitolato al partigiano Annibale Riva.
Rilevanza a livello calcistico è da attribuire anche alle società U.S. Pontelungo 1949, A.S.D. San Filippo Neri Yepp Albenga e A.S.D. Vadino F.C., la prima militante in Promozione e le altre in  Prima Categoria. Manifestazioni sportive importanti sono il torneo di calcio a sei giocatori estivo "Memorial Angelo Malco - Trofeo Città di Albenga".
Altro sport rilevante per la città, specie nel settore giovanile, è la vela. Le due scuole di vela qui ubicate hanno infatti un numero di iscritti ai corsi velici estivi molto elevato rispetto alla media delle altre scuole presenti in zona. Inoltre il Circolo Nautico Albenga può vantarsi di prestigiose squadre agonistiche nelle classi 420, Optimist, 49er e Laser, che raggiungono sovente, grazie ai loro atleti, alti risultati a livello nazionale e internazionale.
Per quanto riguarda la pallavolo, l'A.S.D. Albenga Volley ha militato per una stagione (2014.2015) nella serie B2 italiana di pallavolo femminile, e ora milita nella serie C italiana.
Infine Albenga o più precisamente la sua val Pennavaire rappresenta con i suoi oltre trenta siti di arrampicata sportiva un'ottima alternativa alla rinomata Finale Ligure.
Albenga ha ospitato l'inizio della seconda tappa del Giro d'Italia 2015, con conclusione a Genova, vinta poi da Elia Viviani del Team Sky.